# Toray Pan Pacific Open 1980
Il Toray Pan Pacific Open 1980 è stato un torneo di tennis giocato sul cemento indoor. È stata la 5ª edizione del Toray Pan Pacific Open, che fa parte del WTA Tour 1980. Si è giocato al Tokyo Metropolitan Gymnasium di Tokyo, in Giappone, dall'8 al 14 settembre 1980.

## Campionesse

### Singolare
Billie Jean King ha battuto in finale  Terry Holladay con il punteggio di 7–5, 6–4

### Doppio
- Doppio non disputato